# Mozart: 25. szimfónia

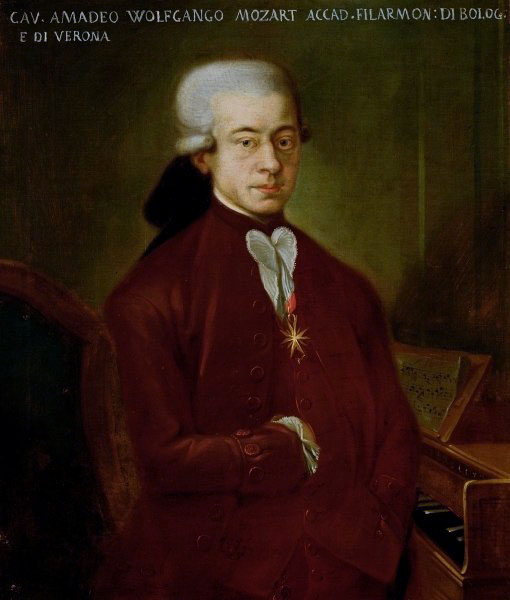
Mozart 1777-ben

A No. 25-ös, „kis” g-moll szimfónia Wolfgang Amadeus Mozart egyik leghíresebb szimfóniája (K 183). A nevében azért viseli a kis jelzőt, mert Mozart másik, szintén híres és népszerű szimfóniája, a negyvenedik szintén g-mollban íródott.

## Felépítése
A mű a „germán” szimfónia-felépítés alapján négytételes:
1. Allegro con brio
2. Andante
3. Menuetto
4. Allegro

A szimfónia Salzburgban, 1773 végén készült. Szokatlanul borús hangja, izgatottsága elüt mindattól, amit általában a Mozart-szimfóniák, sőt az egész mozarti életmű jellemzőjeként ismerünk. Valósággal romantikus szenvedély hatja át a tizenhét esztendős mestert, aki egy időre ismét kapcsolatba került szülővárosával. Ez a romantikus lelkiállapot a hetvenes évek Joseph Haydnjára éppúgy jellemző, mint Christoph Willibald Gluckra és általában a Sturm und Drang korszak művészeti alkotásaira. Ebben a lelkiállapotban írta Mozart egy évvel korábban a Lucio Silla című operát, és kevéssel a g-moll szimfónia előtt a Thamos, egyiptom királya című színpadi kísérőzene első részleteit, amelyet tárgya és hangvétele a A varázsfuvola elődjévé avat.
Ezt a szenvedélyt, ezt a pátoszt nem Itáliában tanulta Mozart, hanem Bécsben: elsősorban Joseph Haydn „romantikusválság”-korszakának szimfóniáiból; de tanult olyan kisebb jelentőségű zeneszerzőtől is, mint Johann Vanhall, akinek egy d-moll szimfóniája a világutazó angolt, Charles Burneyt is bámulatra késztette.

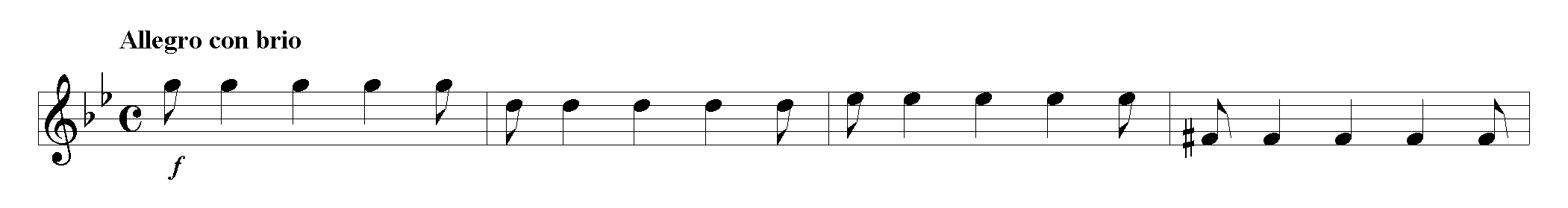
A mű kezdete

Az első tétel (Allegro con brio) néhány ütemes bevezetőjének nyugtalan szinkópái a Don Giovanni nyitányának lassú előzenéjében térnek majd vissza. Mindvégig sötét zenekari színek uralják ezt a tételt, amelynek tagolásában a kidolgozás és a kóda eddig szokatlan jelentőséget kap. A lassú tétel megbékélt álomzenéje mintegy pihenőt engedélyez az idegeket felkorbácsoló izgalmak után – és előtt, mert a menüett is ezt a hangulatot árasztja. Milyen messze került már ez a tétel a szertartásos udvari tánc kecses lejtésétől, vagy a haydni menüettek tenyeres-talpas vidámságától! De ezzel még nem merültek ki a meglepetések, amelyeket ez a szimfónia a hallgató számára tartogat. A finálé ugyanazt a motívumot dolgozza fel, mint a menüett: Mozart számos alkalommal vissza-visszatérő „tragikus” motívumát.
Egyébként érdemes még megjegyezni, hogy Mozart huszonnegyedik szimfóniáját 1773. október 3-ára datálja, míg ezt október 5-ére. Azt azért feltételezhetjük, hogy egy hét alatt nem bírt két szimfóniát megírni, mindenesetre a keletkezését így homály fedi. Egyébként az a szimfónia a nyitózenéje az Amadeus című filmnek.